# Lotte és a holdkő titka
A Lotte és a holdkő titka (eredeti cím: Lotte ja kuukivi saladus) 2011-ben bemutatott észt 3D-s számítógépes animációs film, amelynek a rendezői Heiki Ernits és Janno Põldma, az írói Heiki Ernits, Janno Põldma és Andrus Kivirähk, a producerei Riina Sildos és Kalev Tamm. A mozifilm az Eesti Joonisfilm gyártásában készült. Műfaját tekintve kalandfilm.
Észtországban 2011. augusztus 25-én mutatták be, Magyarországon pedig 2013. május 23-án mutatták be.

## Szereplők
| Szereplő                                  | Eredeti hang    | Magyar hang    |
| ----------------------------------------- | --------------- | -------------- |
| Lotte                                     | Evelin Pang     | Molnár Ilona   |
| Klaus                                     | Margus Tabor    | Forgács Gábor  |
| Tik                                       | Mikk Jürjens    | Bogdán Gergő   |
| Rihv                                      | Tõnu Oja        | Csuha Lajos    |
| Fred                                      | Lembit Ulfsak   | Harcsik Róbert |
| Paul                                      | Priit Võigemast | Kovács Lehel   |
| További magyar hangok                     |                 |                |
| Kisfalusi Lehel, Láng Balázs, Vári Attila |                 |                |